# Пугачівська сільська рада (Млинівський район)
Пугачі́вська сільська́ ра́да — колишній орган місцевого самоврядування у Млинівському районі Рівненської області. Адміністративний центр — село Пугачівка.

## Загальні відомості
- Пугачівська сільська рада утворена в 1940 році.
- Територія ради: 51,51 км²
- Населення ради: 1 450 осіб (станом на 2001 рік)

## Населені пункти
Сільській раді підпорядковані населені пункти:
- с. Пугачівка
- с. Московщина
- с. Новини

## Склад ради
Рада складається з 16 депутатів та голови.
- Голова ради: Муха Олег Миколайович
- Секретар ради: Володимирець Любов Веніамінівна

### Керівний склад попередніх скликань
| Прізвище, ім'я, по батькові    | Основні відомості                                                                                      | Дата обрання | Дата звільнення |
| ------------------------------ | --- | ------------ | --------------- |
| Яворський Володимир Максимович | Сільський голова, 1962 року народження                                                                 | 26.03.2006   | 31.10.2010      |
| Муха Олег Миколайович          | Сільський голова, 1970 року народження, освіта середня загальна, член політичної партії «Наша Україна» | 31.10.2010   |                 |

Примітка: таблиця складена за даними сайту Верховної Ради України